# Tierra
Tierra é o segundo álbum de estúdio da banda de rock japonesa L'Arc~en~Ciel, lançado em 14 de julho de 1994, o primeiro em uma grande gravadora, a Ki/oon Records. Inclui o single "Blurry Eyes", lançado em 21 de outubro, música tema de abertura do anime DNA².

## Recepção
Alcançou a sétima posição nas paradas da Oricon Albums Chart.

## Faixas
Todas as letras escritas por hyde.
| N.º            | Título                                 | Música         | Duração |  |
| 1.             | "In the Air"                           | hyde           | 4:51    |  |
| 2.             | "All Dead"                             | hyde           | 4:17    |  |
| 3.             | "Blame"                                | tetsu          | 5:11    |  |
| 4.             | "Wind of Gold"                         | Ken            | 4:29    |  |
| 5.             | "Blurry Eyes"                          | tetsu          | 4:20    |  |
| 6.             | "Inner Core"                           | sakura         | 5:31    |  |
| 7.             | "Nemuri ni Yosete (眠りによせて)"      | ken            | 5:15    |  |
| 8.             | "Kaze no Yukue (風の行方)"             | ken            | 5:24    |  |
| 9.             | "Hitomi ni Utsuru Mono (瞳に映るもの)" | ken            | 4:47    |  |
| 10.            | "White Feathers"                       | ken            | 7:58    |  |
| Duração total: | Duração total:                         | Duração total: | 52:08   |  |

## Ficha técnica
- Hyde – vocais
- Ken – guitarra
- Tetsu – baixo
- Sakura – bateria